# Gabriella Bascelli
Gabriella Bascelli (ur. 19 sierpnia 1982 w Johannesburgu) – włoska wioślarka, reprezentant Włoch w wioślarskiej jedynce podczas Letnich Igrzysk Olimpijskich w Pekinie.

## Osiągnięcia
- Mistrzostwa Świata Juniorów – Płowdiw 1999 – jedynka – 2. miejsce[1].
- Mistrzostwa Świata – St. Catharines 1999 – jedynka – 18. miejsce[1].
- Puchar Świata 2000:
  - II etap: Wiedeń – dwójka podwójna – 10. miejsce[1].
- Mistrzostwa Świata Juniorów – Zagrzeb 2000 – jedynka – 2. miejsce[1].
- Puchar Świata 2002:
  - I etap: Linz – dwójka podwójna – 5. miejsce[1].
  - II etap: Amsterdam – dwójka podwójna – 7. miejsce[1].
- Światowe Regaty U-23 – Genua 2002 – dwójka podwójna – 1. miejsce[1].
- Mistrzostwa Świata – Sewilla 2002 – dwójka podwójna – 3. miejsce[1].
- Puchar Świata 2003:
  - I etap: Mediolan – dwójka podwójna – 11. miejsce[1].
  - III etap: Lucerna – dwójka podwójna – 4. miejsce[1].
- Mistrzostwa Świata – Mediolan 2003 – dwójka podwójna – 5. miejsce[1].
- Puchar Świata 2004:
  - II etap: Monachium – dwójka podwójna – 7. miejsce[1].
  - III etap: Lucerna – dwójka podwójna – 5. miejsce[1].
- Igrzyska Olimpijskie – Ateny 2004 – dwójka podwójna – 8. miejsce[1].
- Puchar Świata 2005:
  - II etap: Monachium – dwójka podwójna – 10. miejsce[1].
  - III etap: Lucerna – czwórka podwójna – 8. miejsce[1].
- Mistrzostwa Świata – Gifu 2005 – czwórka podwójna – 8. miejsce[1].
- Puchar Świata 2006:
  - I etap: Monachium – jedynka – 16. miejsce[1].
  - III etap: Lucerna – jedynka – 6. miejsce[1].
- Mistrzostwa Świata – Eton 2006 – jedynka – 8. miejsce[1].
- Mistrzostwa Europy – Poznań 2007 – jedynka – 7. miejsce[1].
- Mistrzostwa Świata – Monachium 2007 – jedynka – 11. miejsce[1].
- Puchar Świata 2008:
  - I etap: Monachium – jedynka – 4. miejsce[1].
- Igrzyska Olimpijskie – Pekin 2008 – jedynka – 8. miejsce[1].
- Mistrzostwa Europy – Ateny 2008 – dwójka podwójna – 3. miejsce[1].
- Mistrzostwa Świata – Poznań 2009 – czwórka podwójna – 4. miejsce[1].
- Mistrzostwa Europy – Brześć 2009 – dwójka podwójna – 1. miejsce[1].
- Mistrzostwa Europy – Brześć 2009 – czwórka podwójna – 2. miejsce[1].